# Fjärrstyrd undervattensfarkost

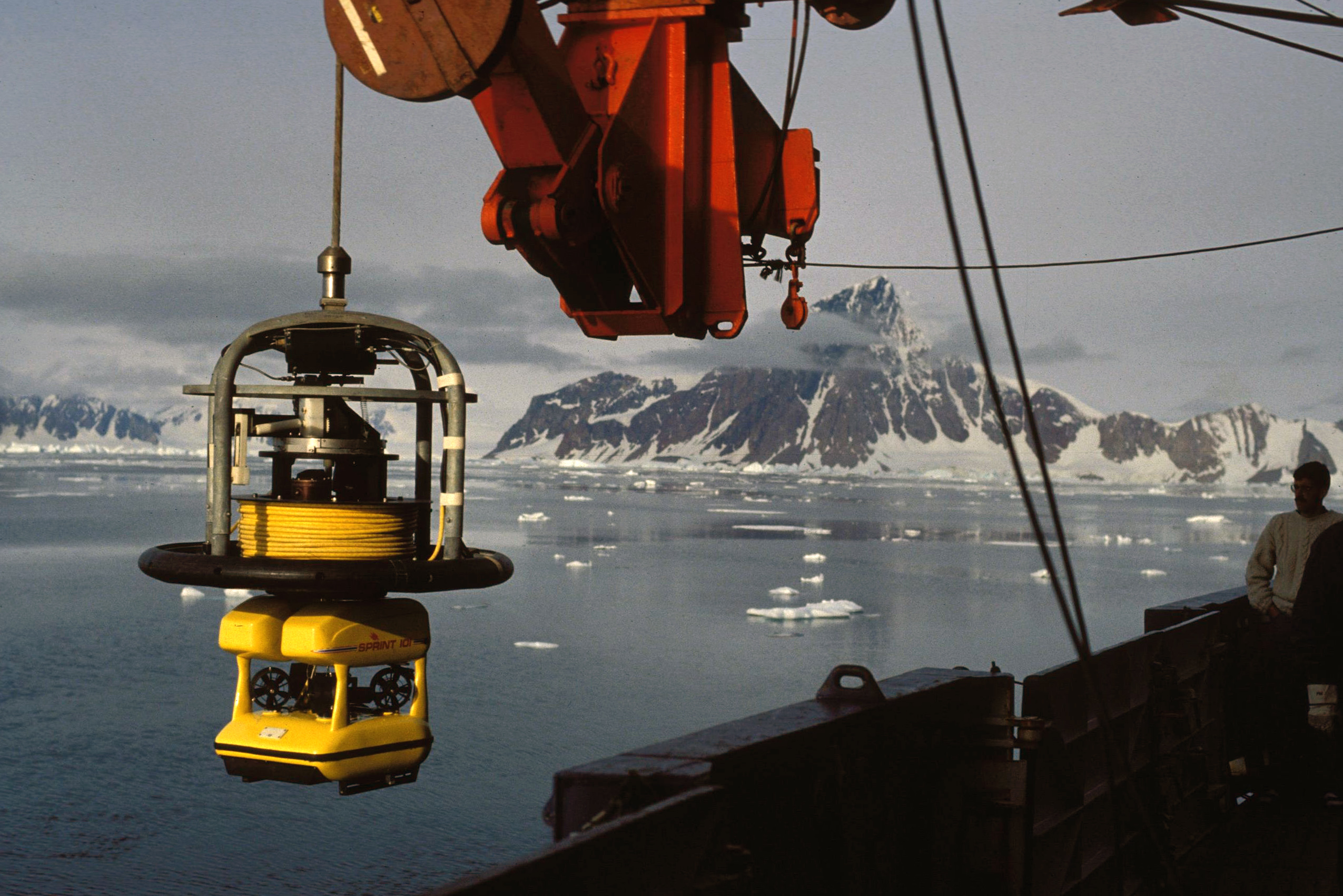
En fjärrstyrd forskningsundervattensfarkost för att ta foto av havsbotten. Fotot tagit från R/V Polarstern i Paradise Bay, Antarktiska halvön

Fjärrstyrd undervattensfarkost eller remotely operated underwater vehicle, ROV  eller undervattensdrönare är fjärrstyrda obemannade undervattensfarkoster som till exempel användes inom offshore-industrin för att arbeta med gasledningar och oljeplattformar eller inom havsforskningen. De finns i storlekar från något kilo upp till flera ton. En fjärrstyrd undervattensfarkost kan utrustas med olika instrument och verktyg, såsom kameror, griparmar och sågar. Den är kopplad till ett fartyg på ytan med en kabel till en operatör, som styr roboten.